# Antonio Sanseverino
Antonio Sanseverino (Nápoles, ca. 1477 - Roma, 17 de agosto de 1543) foi um cardeal do século XVII.

## Biografia
Quarto dos cinco filhos de Giovanni Antonio Sanseverino, patrício napolitano, e Enrichetta Carafa. A família deu à igreja vários cardeais: Guglielmo Sanseverino (1378); Federico Sanseverino (1489); Lucio Sanseverino (1621); e Stanislao Sanseverino (1816).
Cavaleiro da Ordem de São João de Jerusalém. Ele foi criado cardeal pelo Papa Leão X, mas nunca foi publicado; por ser então leigo, essa promoção ocorreu sob certas condições e por não as cumprir, nem o Papa Leão, nem o seu sucessor, Papa Adriano VI, o reconheceram como cardeal.
Recebeu as ordens menores, o subdiaconado e o diaconado do cardeal Alessandro Farnese, seniore, em 29 de abril de 1528. Na mesma cerimônia, o cardeal Ercole Gonzaga também recebeu as ordens menores, o subdiaconado e o diaconado do cardeal Farnese. Ordenado em 17 de novembro de 1528, pelo Cardeal Alessandro Farnese, seniore. Na mesma cerimônia, o Cardeal Girolamo Grimaldi recebeu as ordens menores, o subdiaconado e o diaconado.
Criado cardeal-presbítero no consistório de 21 de novembro de 1527; recebeu o chapéu vermelho e o título de S. Susanna em 27 de abril de 1528, do cardeal Lorenzo Campeggio, legado a latere, no Castello Sant'Angelo. Recebeu a tonsura eclesiástica do cardeal Alessandro Farnese, seniore, logo após sua publicação como cardeal.
Eleito arcebispo de Taranto em 31 de agosto de 1528; ocupou a sé até sua morte. Nomeado administrador da sé de Conversano, de 28 de julho de 1529 a 11 de fevereiro de 1534. Camerlengo do Sagrado Colégio dos Cardeais, 24 de janeiro de 1530 a 18 de janeiro de 1531. Optou pelo título de S. Apolinário, 16 de maio de 1530. Consagrado, quinta-feira, 21 de dezembro de 1531, na Capela Sistina, Roma, pelo Papa Clemente VII, coadjuvado pelo Cardeal Alessandro Farnese, seniore, bispo de Ostia, pelo Cardeal Antonio Ciocchi del Monte, bispo do Porto, e pelo Cardeal Andrea della Valle. Na mesma cerimônia também foram consagrados os cardeais Francisco de los Ángeles Quiñones, Francesco Cornaro e Giovanni Domenico de Cupis. Optou pelo título de S. Maria in Trastevere em 5 de setembro de 1534.
Sanseverino participou do conclave de 1534, que elegeu o Papa Paulo III. Protetor da Ordem dos Frades Menores Capuchinhos; ele se opôs com sucesso à fusão da ordem com a dos Frades Menores Observantes. Promovido a ordem dos cardeais-bispos e a sé suburbana de Palestrina, em 28 de novembro de 1537. Nomeado legado ao concílio junto com os cardeais Lorenzo Campeggio, Giacomo Simoneta e Giralomo Aleandro, em 21 de abril de 1539. Passou para a sé suburbana de Sabina, 4 de agosto de 1539, e para a sé suburbana de Porto e Santa Rufina, em 8 de janeiro de 1543. Vice-reitor do Sagrado Colégio dos Cardeais.
O Cardeal Antonio Sanseverino morreu em Roma em na noite de 17 de agosto de 1543. Enterrado na igreja de SS. Trinità al Monte Pincio.